# 旺代勒 (伊勒-维莱讷省)
旺代勒（法語：Vendel，法語發音：[vɑ̃dɛl]）是法国伊勒-维莱讷省的一个旧市镇，位于该省东北部，属于富热尔-维特雷区。2019年1月1日，旺代勒和相邻的另外3个市镇合并为新市镇里沃迪库埃农（Rives-du-Couesnon）。

## 地理
旺代勒（48°17'57"N, 1°18'41"W）面积6.37 平方千米，位于法国布列塔尼大區伊勒-维莱讷省，该省份为法国西北部沿海省份，位于布列塔尼半岛东部，北濒大西洋，西接阿摩尔滨海省和莫尔比昂省，南至大西洋卢瓦尔省，西南端接曼恩-卢瓦尔省，东临马耶讷省，东北与芒什省接壤。
与旺代勒接壤的市镇（或旧市镇、城区）包括：比耶、拉沙佩勒圣欧贝尔、圣乔治德谢内、库埃农河畔圣让。
旺代勒的时区为UTC+01:00、UTC+02:00（夏令时）。

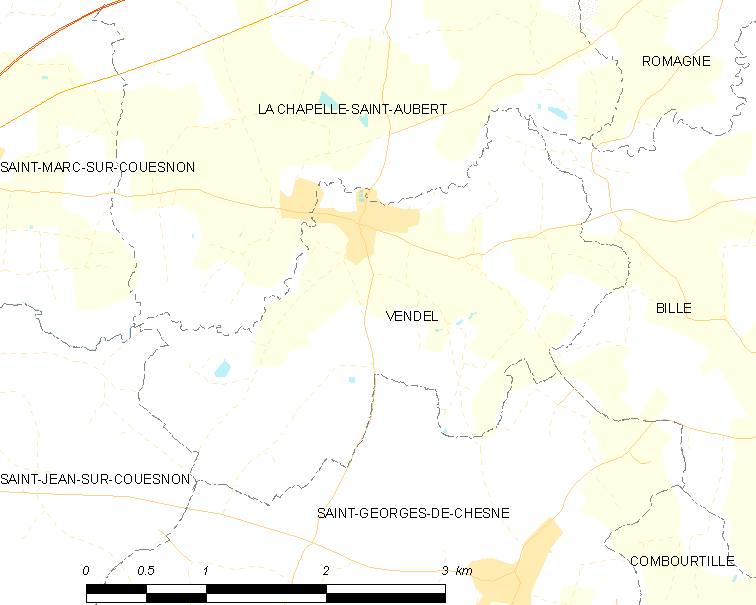
旺代勒的OSM定位图

## 行政
旺代勒的邮政编码为35140，INSEE市镇编码为35348。

## 政治
旺代勒所属的省级选区为富热尔第一县。

## 人口

1962-2008年间旺代勒人口变化图示

旺代勒于2018年1月1日时的人口数量为396人。